# Centrul de Artă și Cultură Japoneză din Cluj-Napoca

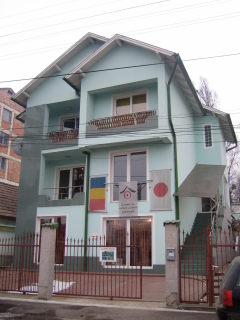
Centrul de Artă şi Cultură Japoneză Cluj-Napoca

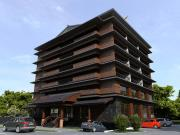
Noul Centrul de Artă şi Cultură Japoneză Cluj-Napoca (în construcţie)

Centrul de Artă și Cultură Japoneză este o instituție privată din Cluj-Napoca ce desfășoară activități pentru promovarea culturii nipone. Principală preocupare a Centrului constă în crearea și menținerea unei legături între cultura românească și cea niponă prin formarea unei comunități de iubitori ai culturii japoneze, indiferent de domeniul de care aceștia sunt atrași.
Prin programele sale, între care pot fi regăsite cursuri de limbă japoneză, cursuri de origami, clubul de go ș.a., Centrul de Artă și Cultură Japoneză încearcă să redea o imagine reală a culturii japoneze.
Centrul dispune de o bibliotecă ce are în componență în principal cărți legate de studiul limbii japoneze și a culturii japoneze, precum și materiale audio-video.